# Furocumarinen

Psoraleen

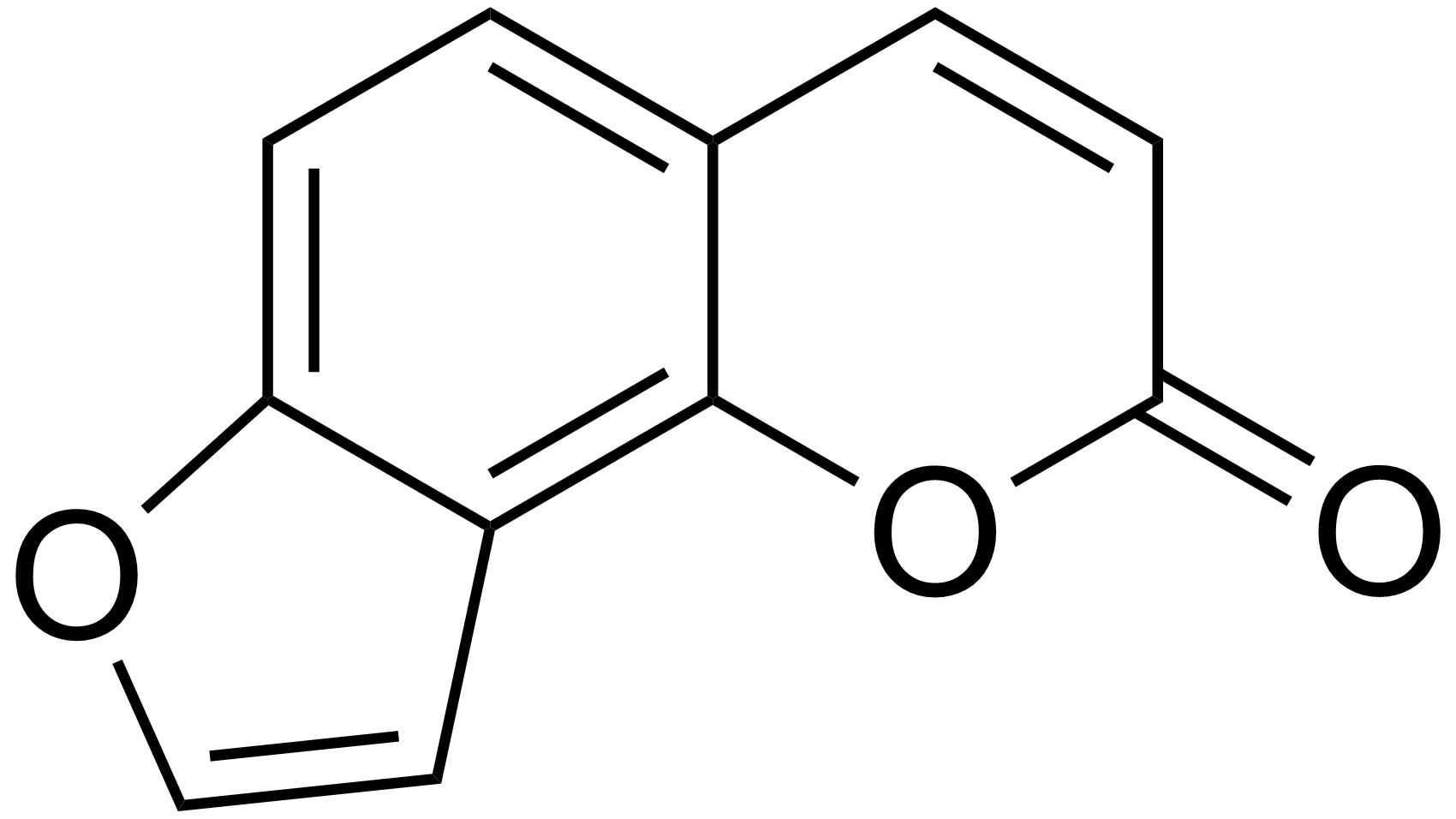
Angelicine

Cumarine

Furocumarinen, ook wel furanocumarinen genoemd, is een groep chemische verbindingen die sommige planten aanmaken om zich te beschermen tegen insectenvraat.
Bekend zijn de fototoxische furocumarinen die in bepaalde planten voorkomen:
- Reuzenberenklauw

De reuzenberenklauw is gevaarlijk. Het sap van de plant maakt de huid gevoelig voor zonlicht. Na 24 uur ontstaan rode jeukende vlekken, waarna zwelling en blaarvorming volgen. Het letsel kan eruitzien als een brandwond en het kan twee weken duren voordat het genezen is. Als litteken kan er een bruinverkleuring optreden. Wanneer het sap in de ogen komt, kan dit tot blindheid leiden. Als voorzorgsmaatregel moet dus elk contact met het plantensap vermeden worden; als dit toch gebeurd is, moet het sap zo snel mogelijk afgespoeld worden en moet blootstelling aan zonlicht van de huiddelen die in contact geweest zijn met het sap vermeden worden.
- Gewone berenklauw

Onder invloed van licht kan het op de huid ontstekingen veroorzaken.
- Citrus paradisi

Citrus paradisi (grapefruit NL, pompelmoes BE), kan de werking van sommige medicijnen versterken. Dit is onder andere het geval met sommige bloeddruk- en cholesterolverlagers en met middelen tegen ritmestoornissen. Dit komt door de aanwezigheid van furocumarinen in het sap van deze vrucht. Deze furocumarinen, en met name de stof bergamottine, remmen het enzym cytochroom P450 3A4 (CYP3A4) in de darm en in de lever dat lichaamsvreemde stoffen afbreekt, mogelijk dat de aanwezigheid van naringenine dit enzym ook remt. Via het CYP3A4-enzym worden ook diverse geneesmiddelen afgebroken. Echter, door de binding van furocumarinen aan CYP3A4 door furocumarinen wordt de werking van het enzym afgeremd en kan daardoor meer van het geneesmiddel in de bloedbaan komen. Het eten van grapefruit kan zo tot te hoge waarden van geneesmiddelen in het bloed leiden.
- Angelica

Het sap kan de menselijke huid overgevoelig maken voor licht en bij inwerking van zonlicht kunnen ze huideczemen veroorzaken. Het sap veroorzaakt irritaties van huid en slijmvliezen. De furocumarinen die fotodermatosen veroorzaken, zijn echter weinig in water oplosbaar, en daarom is het inwendig gebruik van het kruid zonder risico.
- Wijnruit

Het bladoppervlak kan contactallergeen huidirritatie veroorzaken bij gevoelige personen.
- Bergamot

De etherische bergamotolie bevat bergapteen, een furocumarine.

## Medisch gebruik
Psoraleen kan gebruikt worden bij een lichttherapie voor huidproblemen zoals psoriasis en (in mindere mate) eczeem en vitiligo. Dit komt doordat psoraleen voor een hoge absorptie van UV-stralen zorgt.